# Sarah McLeod
Sarah McLeod est une actrice néo-zélandaise née le 18 juillet 1971 à Putaruru.
Elle est surtout connue pour avoir joué le rôle de Rosie Chaumine dans les films : Le Seigneur des anneaux : La Communauté de l'anneau et Le Seigneur des anneaux : Le Retour du roi.

## Biographie
Sarah McLeod connaissait Liz Mulane, le directeur de casting de Peter Jackson, réalisateur de la saga Le Seigneur des anneaux et The Hobbit. Sarah était enceinte de six mois quand elle a auditionné pour le rôle  de Rosie Chaumine, une Hobbit dont Sam est amoureux. Elle a su qu'elle avait le rôle quatre mois plus tard . Sa fille, Maisy, a joué un des enfants de Samsagace Gamegie et d'elle dans Le Seigneur des anneaux : Le Retour du roi .
En 2007, Sarah et quatorze autres acteurs de Le Seigneur des anneaux ont poursuivi en justice The New Line ; ils estimaient avoir légalement droit à 5 % du revenu de marchandise de la trilogie. De 2008 à 2009, elle apparaît dans le feuilleton néo-zélandais Shortland Street . En 2010, elle apparaît dans la saison 14 de Top Model USA lors d'un épisode où elle-même et les concurrentes participent à une séance photo sur le lieu de tournage de Le Seigneur des anneaux,.

## Filmographie

### Cinéma
| Année | Film                                                | Rôle                     |  |
| ----- | --------------------------------------------------- | ------------------------ |  |
| 1995  | The Conversation                                    | Elle-même                |  |
| 1998  | Via Satellite                                       | Anunciante en el Canal 6 |  |
| 2001  | The Last Tattoo                                     | Encargada de la pensión  |  |
| 2001  | Le Seigneur des anneaux : La Communauté de l'anneau | Rosie Chaumine           |  |
| 2003  | Skin & Bone                                         | Cath                     |  |
| 2003  | Le Seigneur des anneaux : Le Retour du roi          | Rosie Chaumine           |  |
| 2007  | We're Here to Help                                  | Liz Greville             |  |
| 2010  | Hugh and Heke                                       | Joan Harcourt            |  |

### Télévision
| Année     | Série               | Rôle            | Note                      |
| --------- | ------------------- | --------------- | ------------------------- |
| 1995      | Forgotten Silver    | May Belle       | Téléfilm                  |
| 1996      | Get Real            |                 | Téléfilm                  |
| 1999      | A Twist in the Tale | Nicky           | Épisode «A Crack in Time» |
| 2006      | Doves of War        | Grace Lawrenson | Épisode 1 saison 68       |
| 2008/2009 | Shortland Street    | Cindy Watson    | 33 épisode                |